# Penanggungan (vulkaan)

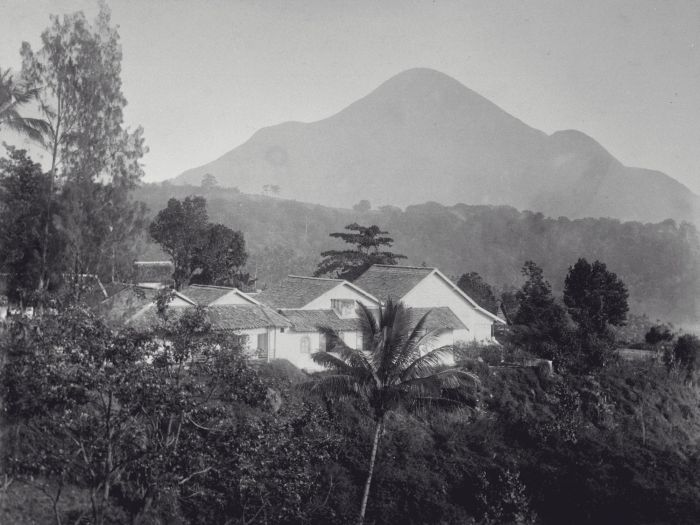
Gezicht op Hotel Prigen en de Gunung Penanggungan (1870-1892).

Penanggungan (Indonesisch: Gunung Penanggungan) is een stratovulkaan op het Indonesische eiland Java in de provincie Oost-Java.